# Grzegorz Jemielita
Grzegorz Eugeniusz Jemielita é um engenheiro polonês, especialista em engenharia estrutural.
Em 1993 obteve a habilitação com a obra Ścisłe równania teorii płyt i tarcz (equações exatas da teoria de placas e discos), em 2005 foi professor de engenharia.
Foi chefe do Departamento de Ciência da Computação Aplicada em Engenharia Civil da Faculdade de Engenharia Civil da Universidade Politécnica de Varsóvia, decano da Faculdade de Engenharia Civil da Universidade Politécnica de Varsóvia. Atualmente é professor da Faculdade de Engenharia Civil da Universidade Politécnica de Varsóvia e do Departamento de Mecânica e Estruturas do Departamento de Engenharia Civil e Ambiental da Universidade de Ciências Naturais de Varsóvia. Foi condecorado com a Cruz do Mérito  da Polônia (2001).

## Obras
- Meandry teorii płyt